# Сад Металлургов (Новокузнецк)
Сад Металлургов — сад Центрального района города Новокузнецка, граничит с парком культуры и отдыха имени Ю. А. Гагарина и Дворцом культуры и техники КМК. Первоначально — сквер Кузнецкого металлургического комбината.

## Описание
В парке находится бывший кинотеатр «Коммунар», установлены фонтан по проекту архитектора А. Г. Гамулина и скульптура «Сталевары» скульптора А. И. Сузикова.

## История
Сад был заложен в 1930-х годах, во времена первых субботников. В 1935—1937 годах проведены основные работы по устройству сквера Металлургов — первоначальное название, которое он сохранял до середины 1940-х годов. В 1946 году построена сцена летнего театра, площадью 1100 м². Также располагались малая спортивная зона с площадками для волейбола, игры в шахматы, шашки, домино; летний кинотеатр и танцплощадка; в центре сада — бюст Серго Орджоникидзе. В начале 1950-х годов построен летний читальный зал. Вход в 1940—1950-х был платным.
В 1984 году Постановлением Совета народных депутатов территория сада Металлургов стала числиться за парком Ю. А. Гагарина. В 1998—2002 годах проведена реконструкция сада.